# Fang-čcheng-kang
Fang-čcheng-kang (čínsky pchin-jinem Fángchénggǎng, znaky 防城港) je městská prefektura v Čínské lidové republice. Nachází se na jižním okraji autonomní oblasti Kuang-si u hranice s Vietnamem, má rozlohu 6 222 čtverečních kilometrů a v roce 2020 v ní žil zhruba milión obyvatel. Z toho bylo 58 % Chanů, 34 % Čuangů a 4,6 % Jaů.
Fang-čcheng-kang je jedním ze dvou velkých čínských přístavů v Tonkinském zálivu, tím druhým je Pej-chaj.

## Administrativní členění
Městská prefektura Fang-čcheng-kang se člení na čtyři celky okresní úrovně, a sice jedendva městské obvody, jeden městský okres a jeden okres.
| městský obvod · Kang-kchou městský obvod · Fang-čcheng městský okres · Tung-sing okres · Šang-s’ |        |                       |                    |                                  |
| Název                                                                                            | Název  | Počet obyvatel (2020) | Rozloha km² (2020) | Hustota zalidnění (obyv. na km²) |
| český přepis                                                                                     | znaky  | Počet obyvatel (2020) | Rozloha km² (2020) | Hustota zalidnění (obyv. na km²) |
| Městské obvody                                                                                   |        |                       |                    |                                  |
| Kang-kchou                                                                                       | 港口区 | 244 280               | 452                | 575                              |
| Fang-čcheng                                                                                      | 防城区 | 390 961               | 2 443              | 160                              |
| Městský okres                                                                                    |        |                       |                    |                                  |
| Tung-sing                                                                                        | 东兴市 | 216 053               | 542                | 399                              |
| Okres                                                                                            |        |                       |                    |                                  |
| Šang-s’                                                                                          | 上思县 | 194 774               | 2 813              | 69                               |
|                                                                                                  |        |                       |                    |                                  |
| Celkem                                                                                           | Celkem | 1 046 068             | 6 222              | 168                              |

## Partnerská města
- Cha Long, Vietnam
- Yeongdong County, Jižní Korea